# 国际学生能力评估计划
跨國學生能力評測計劃PISA（Programme for International Student Assessment（英語）；Programme international pour le suivi des acquis des élèves（法語）；跨國評估學生能力計劃）由經濟合作暨發展組織OECD主辦，評測15歲學生數學、科學、閱讀理解的程度與能力。在最新的2022年測驗中，新加坡、中國澳門、台灣、日本的學生程度最為優異。

## 影響
PISA和類似的國際教育程度標准越來越多地用于国家和國際层面上的教育决策中。
PISA旨在通過一个普遍而国际认可的框架进行定期评估，在更加广泛的背景下确定国家所提供的教育制度的绩效。他们可以通过调查学生学习和其他因素的关系“提供国家内部和国家之间表现差异的深入见解”。
直到20世紀90年代，很少有歐洲國家使用國家測試。20世紀90年代，十個國家/地區實行了標准化評估，自2000年代初以來，十個國家緊隨其後。到2009，只有五個歐洲教育系統沒有國家學生評估。
這些國際標准化評估在教育政策領域的影響重大。它们在新知识的创造、評估政策的變化以及对国家教育政策的外部影响的拓宽也起到了重要作用。

### 新认知的創造
评估的数据可以用于研究教育系统内部或跨教育系统的因果因素。Mons指出，大规模国际评估产生的数据库使人们能够以前所未有的规模对教育系统进行盘点和比较，涉及的主题从学习数学和阅读的条件，到机构自主权和招生政策。他们允许开发可用于教育绩效指标比较统计分析的类型学，从而确定不同政策选择的后果。PISA产生了关于教育的新认知:PISA的发现挑战了根深蒂固的教育实践，比如在学生早期时分班培养以确定他们以后的职业或学术途径。
Barroso和de Carvalho发现PISA提供了一个共同的参考，将教育领域的学术研究与公共政策的政治领域联系起来，充当了教育和公共政策领域不同领域知识之间的中介。然而，儘管從比較評估的主要結果是在研究界的，他們創造的知識不一定符合政府的改革議程；這會導致一些不恰當的使用評價數據。

### 國家評估政策的變化
新的研究表明，國際標准化評估正在影響國家評估政策和做法。PISA是被整合在國家政策和實踐的評估，評價，課程標准和業績目標；評估框架和工具作為最佳實踐模式，提高國民的評估；許多國家已明確納入和強調PISA在修訂的國家標准和課程的能力；別人用PISA補充國家數據和驗證數據國家對國際基准。

### 國家教育政策的外部影響
更重要的是，它對各國學生評價政策的影響，是PISA影響各國教育政策選擇的方式範圍。
在大多數的參與國家的政策制定者看到PISA作為系統性能的重要指標；PISA報告可以定義政策問題和國家政策辯論的議程；政策制定者似乎接受了PISA作為一個有效的和可靠的國際基准系統的性能和隨時間變化的儀器；大多數國家，不論他們是否在進行以上，或低於平均分數已開始在PISA響應PISA報道政策改革。
對此，應當指出，對國家教育制度的影響各不相同。例如，在德國的第一個PISA，評估的結果導致了所謂的“PISA衝擊”：對以前接受的教育政策；在一個國家的守護區域政策差異明顯，這最終導致了所有中國協議在介紹常見的國家標准甚至是一個制度化的結構來保證他們觀察。相比之下，在匈牙利，與德國有著相似的條件，PISA的結果並沒有導致教育政策的重大變化。
因為許多國家已經建立的基礎上的相對或絕對的PISA成績排名全國績效目標，PISA評估的增加他們的影響（非民選）調試身體，經合組織，作為一個國際教育監測與政策的演員，這意味著一個重要程度的政策轉移”從國際到全國水平；PISA特別是“一個有影響力的規範性影響的方向國家教育政策”。因此，有人認為，國際標准化的評估的使用導致了走向國際的轉變，國家系統性能外部問責；Rey認為，PISA調查，描繪為目的，教育系統的第三方診斷，實際上有助於促進對教育問題的具體方向。
國家政策行動者指出色的PISA國家“幫助合法化和證明擬改革議程內有爭議的國家政策辯論”。PISA的數據可以被用來“為長期存在的衝突或不同政策選擇之間的競爭提供燃料，例如在法國的比利時社區”。在這種情況下，PISA的評估數據有選擇地使用：在公共場合，政府通常只使用PISA調查的表面特征，如國家排名，而不是更詳細的分析。Rey（2010:145，援引格雷格，2008）指出，PISA評估實際結果往往忽略作為決策者選擇參考數據以合法化等原因，政策介紹。
此外，PISA的國際比較可以被用來證明，數據本身沒有任何聯繫的改革；在葡萄牙，例如，PISA數據被用來證明教師評價新的安排（根據推論沒有被評估和數據本身證明）；他們也給政府論學生重復一年的問題，（其中，根據研究，不能提高學生的成績）。在芬蘭，部長們利用國家的PISA成果（在其他國家被認為是優秀的）促進對天才學生的新政策。這樣的使用和解釋常常假設的因果關系，不能合法地將基於PISA的數據通常需要更深入的研究和調查，通過定性的縱向調查基於定量和定性的方法，政客們往往不願意基金。
近幾十年來，PISA的使用範圍擴大了，也有類似的評估，從評估學生的學習，到把教育領域（傳統的職權範圍）與政治領域聯繫起來。這引發了一個問題，是否有足夠強大的PISA數據承載的重大決策都是基於他們，根據雷克斯皮爾，PISA數據”來不斷的形狀，定義和評估的關鍵目標的國家/聯邦教育體系”。這意味著，那些設定了PISA考試的人——例如，在選擇被評估和未被評估的內容的時候——在很大程度上有能力設定教育辯論的條款，並在全球許多國家進行教育改革。

## 框架
PISA站在一個傳統的國際學校的研究，自1950年代末由國際教育成就評價協會（IEA）進行。多PISA的方法如下例的趨勢，在國際數學和科學研究（TIMSS，開始在1995），而這又是教育進展評估美國國家影響很大（NAEP）。PISA的閱讀部分的靈感來自IEA的國際閱讀素養進展研究（PIRLS）。
PISA旨在測試三個能力領域的閱讀能力：閱讀、數學、科學1000分。
PISA數學素養測試要求學生運用數學知識解決現實世界中的問題。為了解決這些問題，學生必須激活一些數學能力以及廣泛的數學內容知識。TIMSS，另一方面，措施更傳統的課堂內容如理解分數和小數和它們之間的關系（課程素養）。PISA公司聲稱衡量教育對現實生活中的問題和終身學習的應用（勞動力知識）。
在閱讀測試中，「經合組織/PISA沒有衡量的程度，15歲的學生流利的讀者或有關他們在單詞識別任務或拼寫”。相反，他們應該能夠構建、擴展和反思的意義所在很寬的範圍內的連續和非連續的文本讀。”

## 主办方
PISA是由經合組織主辦、管理和協調的，但由參與國支付。

## 測試方式

### 取樣
參與這一計劃的學生，於測試期開始時，年齡需15歲。學童就讀的年級並不在考慮之列。受測試的須為在學校上課的學生，而非家中上課的學生。
按照經濟合作與發展組織的要求，每個國家須隨機選出至少五千名學生為樣本。有一些小國家，如冰島及盧森堡，每年的全體學生不足五千名，那麼整個年齡段的學生都會受測試。有些國家用一個比要求要大得多的樣本，以比較各地區的學生。

### 測試
舊版測試為每個學生做兩小時的筆試。一部份是選擇題，一部份要較完整地作答。測試內容共計六個半小時，但各學生不需測試所有部份。學生作能力測試後，用約一小時填寫個人背景的問卷，包括學習習慣、動機、家庭。校方填寫一份問卷，描述學生的構成統計、經費來源等。
2015年開始全面電腦化施測，加測線上「合作式問題解決能力（英語：Collaborative Problem Solving Skills）」評量、互動式科學素養題目。
2018年PISA測驗計畫納入「國際力」指標，評估學生是否具備在全球化的世界生活與工作的能力。

### 國家附加
國家允許將比薩與國家補充測試相結合。
德國是在一個非常廣泛的方式：第二天國際考試，學生參加國家試驗稱為pisa-e（E = ERGä語=補充）。對pisa-e測試項目比比薩更靠近TIMSS。雖然只有5000名德國學生參加國際和國家考試，另外45000名學生只參加後者。這個大樣本需要聯邦各州進行分析。在對2006項結果的解釋發生衝突之後，經合組織警告德國，它可能撤回使用“比薩”標簽進行國家測試的權利。

### 數據換算
從一開始，比薩就被設計成一種特定的數據分析方法。由於學生在不同的測試小冊子工作，原始分數必須'縮放'，以便有意義的比較。分數是這樣測量的，在各個領域的經合組織的平均水平（數學、閱讀和科學）為500，標准偏差為100。這是真的只為當初比薩循環時規模首次引入，但隨後的周期是通過IRT尺度連接方法與前循環。
這一代的水平估計是使用Rasch模型的一個潛在的回歸的擴展，一個項目反應理論（IRT）模型，也被稱為空調模型、人口模型。熟練度估計是以所謂的合理值的形式提供的，這樣可以對群體間的差異進行無偏估計。潛在的回歸，再加上一個高斯先驗概率分布的使用允許學生能力的學生群體的水平分布估計。和調節縮放程序進行了幾乎相同的術語在PISA 2000, 2003, 2006的技術報告。NAEP和TIMSS使用類似的縮放方法。

## 最新測驗結果
所有比薩成績按國家列出；最近的比薩周期對一些國家有單獨的省級或區域結果。大多數公眾的注意力只集中在一個結果上：各國的平均得分和各國對彼此的排名。然而在官方報道，由國家排名國家給出的不是簡單的排名但是交叉表顯示每對國家是否平均得分差異有統計學意義（可能是由於學生抽樣或項目功能的隨機波動）。在有利的情況下，差9分就足以被認為是重要的。
比薩從來沒有把數學、科學和閱讀領域的分數綜合成一個整體。然而，評論員有時將所有三個領域的測試結果合並成一個整體的國家排名。這種薈萃分析並沒有得到經合組織的認可，儘管官方總結有時使用測試周期的主要領域作為整體學生能力的代表。

### OECD PISA 2022
| 1  | 新加坡                       | 575 |
| 2  | 中國澳門                     | 552 |
| 3  | 臺灣                         | 547 |
| 4  | 中國香港                     | 540 |
| 5  | 日本                         | 536 |
| 6  |                              | 527 |
| 7  | 爱沙尼亚                     | 510 |
| 8  | 瑞士                         | 508 |
| 9  | 加拿大                       | 497 |
| 10 | 荷蘭                         | 493 |
| 11 | 愛爾蘭                       | 492 |
| 12 | 比利时                       | 489 |
| 13 | 丹麦                         | 489 |
| 14 | 英国                         | 489 |
| 15 | 波蘭                         | 489 |
| 16 |                              | 487 |
| 17 | 奥地利                       | 487 |
| 18 | 捷克                         | 487 |
| 19 | 斯洛維尼亞                   | 485 |
| 20 | 芬兰                         | 484 |
| 21 | 拉脫維亞                     | 483 |
| 22 | 瑞典                         | 482 |
| 23 | 新西兰                       | 479 |
| 24 | 德国                         | 475 |
| 25 | 立陶宛                       | 475 |
| 26 | 法國                         | 474 |
| 27 | 西班牙                       | 473 |
| 28 | 匈牙利                       | 473 |
| 29 | 葡萄牙                       | 472 |
|    | International Average (OECD) | 472 |
| 30 | 義大利                       | 471 |
| 31 | 越南                         | 469 |
| 32 | 挪威                         | 468 |
| 33 | 馬爾他                       | 466 |
| 34 | 美国                         | 465 |
| 35 | 斯洛伐克                     | 464 |
| 36 |                              | 463 |
| 37 | 冰島                         | 459 |
| 38 | 以色列                       | 458 |
| 39 | 土耳其                       | 453 |
| 40 |                              | 442 |
| 41 | 乌克兰                       | 441 |
| 42 | 塞爾維亞                     | 440 |
| 43 | 阿联酋                       | 431 |
| 44 | 希腊                         | 430 |
| 45 | 羅馬尼亞                     | 428 |
| 46 |                              | 425 |
| 47 | 蒙古国                       | 425 |
| 48 | 賽普勒斯                     | 418 |
| 49 | 保加利亚                     | 417 |
| 50 | 摩尔多瓦                     | 417 |
| 51 |                              | 414 |
| 52 | 智利                         | 412 |
| 53 | 乌拉圭                       | 409 |
| 54 | 马来西亚                     | 409 |
| 55 | 蒙特內哥羅                   | 406 |
| 56 |                              | 397 |
| 57 | 墨西哥                       | 395 |
| 58 | 泰國                         | 394 |
| 59 | 秘魯                         | 391 |
| 60 |                              | 390 |
| 61 | 北馬其頓                     | 389 |
| 62 | 沙烏地阿拉伯                 | 389 |
| 63 |                              | 385 |
| 64 | 哥伦比亚                     | 383 |
| 65 | 巴西                         | 379 |
| 66 | 阿根廷                       | 378 |
| 67 | 牙买加                       | 377 |
| 68 | 阿尔巴尼亚                   | 368 |
| 69 | 印度尼西亞                   | 366 |
| 70 | 巴勒斯坦民族权力机构         | 366 |
| 71 | 摩洛哥                       | 365 |
| 72 |                              | 364 |
| 73 | 约旦                         | 361 |
| 74 | 巴拿马                       | 357 |
| 75 | 科索沃                       | 355 |
| 76 | 菲律賓                       | 355 |
| 77 |                              | 344 |
| 78 | 薩爾瓦多                     | 343 |
| 79 |                              | 339 |
| 80 | 巴拉圭                       | 338 |
| 81 | 柬埔寨                       | 336 |

| 1  | 新加坡                       | 561 |
| 2  | 日本                         | 547 |
| 3  | 中國澳門                     | 543 |
| 4  | 臺灣                         | 537 |
| 5  |                              | 528 |
| 6  | 爱沙尼亚                     | 526 |
| 7  | 中國香港                     | 520 |
| 8  | 加拿大                       | 515 |
| 9  | 芬兰                         | 511 |
| 10 |                              | 507 |
| 11 | 愛爾蘭                       | 504 |
| 12 | 新西兰                       | 504 |
| 13 | 瑞士                         | 503 |
| 14 | 斯洛維尼亞                   | 500 |
| 15 | 英国                         | 500 |
| 16 | 美国                         | 499 |
| 17 | 波蘭                         | 499 |
| 18 | 捷克                         | 498 |
| 19 | 丹麦                         | 494 |
| 20 | 拉脫維亞                     | 494 |
| 21 | 瑞典                         | 494 |
| 22 | 德国                         | 492 |
| 23 | 奥地利                       | 491 |
| 24 | 比利时                       | 491 |
| 25 | 荷蘭                         | 488 |
| 26 | 法國                         | 487 |
| 27 | 匈牙利                       | 486 |
| 28 | 西班牙                       | 485 |
| 29 | International Average (OECD) | 485 |
|    | 立陶宛                       | 484 |
| 30 | 葡萄牙                       | 484 |
| 31 |                              | 483 |
| 32 | 挪威                         | 478 |
| 33 | 義大利                       | 477 |
| 34 | 土耳其                       | 476 |
| 35 | 越南                         | 472 |
| 36 | 馬爾他                       | 466 |
| 37 | 以色列                       | 465 |
| 38 | 斯洛伐克                     | 462 |
| 39 | 乌克兰                       | 450 |
| 40 | 冰島                         | 447 |
| 41 | 塞爾維亞                     | 447 |
| 42 |                              | 446 |
| 43 | 智利                         | 444 |
| 44 | 希腊                         | 441 |
| 45 | 乌拉圭                       | 435 |
| 46 | 阿联酋                       | 432 |
| 47 |                              | 432 |
| 48 | 羅馬尼亞                     | 428 |
| 49 |                              | 423 |
| 50 | 保加利亚                     | 421 |
| 51 | 摩尔多瓦                     | 417 |
| 52 | 马来西亚                     | 416 |
| 53 | 蒙古国                       | 412 |
| 54 | 賽普勒斯                     | 411 |
| 55 | 哥伦比亚                     | 411 |
| 56 |                              | 411 |
| 57 | 墨西哥                       | 410 |
| 58 | 泰國                         | 409 |
| 59 | 秘魯                         | 408 |
| 60 | 阿根廷                       | 406 |
| 61 | 巴西                         | 403 |
| 62 | 牙买加                       | 403 |
| 63 | 蒙特內哥羅                   | 403 |
| 64 | 沙烏地阿拉伯                 | 390 |
| 65 | 巴拿马                       | 388 |
| 66 |                              | 384 |
| 67 | 印度尼西亞                   | 383 |
| 68 |                              | 380 |
| 69 | 北馬其頓                     | 380 |
| 70 | 阿尔巴尼亚                   | 376 |
| 71 | 约旦                         | 375 |
| 72 | 薩爾瓦多                     | 374 |
| 73 |                              | 373 |
| 74 | 巴勒斯坦民族权力机构         | 369 |
| 75 | 巴拉圭                       | 368 |
| 76 | 摩洛哥                       | 365 |
| 77 |                              | 360 |
| 78 | 科索沃                       | 357 |
| 79 | 菲律賓                       | 356 |
| 80 |                              | 355 |
| 81 | 柬埔寨                       | 347 |

| 1  | 新加坡                       | 543 |
| 2  | 愛爾蘭                       | 516 |
| 3  | 日本                         | 516 |
| 4  |                              | 515 |
| 5  | 臺灣                         | 515 |
| 6  | 爱沙尼亚                     | 511 |
| 7  | 中國澳門                     | 510 |
| 8  | 加拿大                       | 507 |
| 9  | 美国                         | 504 |
| 10 | 新西兰                       | 501 |
| 11 | 中國香港                     | 500 |
| 12 |                              | 498 |
| 13 | 英国                         | 494 |
| 14 | 芬兰                         | 490 |
| 15 | 丹麦                         | 489 |
| 16 | 波蘭                         | 489 |
| 17 | 捷克                         | 489 |
| 18 | 瑞典                         | 487 |
| 19 | 瑞士                         | 483 |
| 20 | 義大利                       | 482 |
| 21 | 德国                         | 480 |
| 22 | 奥地利                       | 480 |
| 23 | 比利时                       | 479 |
| 24 | 挪威                         | 477 |
| 25 | 葡萄牙                       | 477 |
| 26 | International Average (OECD) | 476 |
| 27 |                              | 475 |
| 28 | 拉脫維亞                     | 475 |
| 29 | 西班牙                       | 474 |
|    | 法國                         | 474 |
| 30 | 以色列                       | 474 |
| 31 | 匈牙利                       | 473 |
| 32 | 立陶宛                       | 472 |
| 33 | 斯洛維尼亞                   | 469 |
| 34 | 越南                         | 462 |
| 35 | 荷蘭                         | 459 |
| 36 | 土耳其                       | 456 |
| 37 | 智利                         | 448 |
| 38 | 斯洛伐克                     | 447 |
| 39 | 馬爾他                       | 445 |
| 40 | 塞爾維亞                     | 440 |
| 41 | 希腊                         | 438 |
| 42 | 冰島                         | 436 |
| 43 | 乌拉圭                       | 430 |
| 44 |                              | 429 |
| 45 | 羅馬尼亞                     | 428 |
| 46 | 乌克兰                       | 428 |
| 47 |                              | 419 |
| 48 | 阿联酋                       | 417 |
| 49 |                              | 415 |
| 50 | 墨西哥                       | 415 |
| 51 | 摩尔多瓦                     | 411 |
| 52 | 巴西                         | 410 |
| 53 | 牙买加                       | 410 |
| 54 | 哥伦比亚                     | 409 |
| 55 | 秘魯                         | 408 |
| 56 | 蒙特內哥羅                   | 405 |
| 57 | 保加利亚                     | 404 |
| 58 | 阿根廷                       | 401 |
| 59 | 巴拿马                       | 392 |
| 60 | 马来西亚                     | 388 |
| 61 |                              | 386 |
| 62 | 沙烏地阿拉伯                 | 383 |
| 63 | 賽普勒斯                     | 381 |
| 64 | 泰國                         | 379 |
| 65 | 蒙古国                       | 378 |
| 66 |                              | 374 |
| 67 |                              | 374 |
| 68 | 巴拉圭                       | 373 |
| 69 |                              | 365 |
| 70 | 薩爾瓦多                     | 365 |
| 71 | 印度尼西亞                   | 359 |
| 72 | 北馬其頓                     | 359 |
| 73 | 阿尔巴尼亚                   | 358 |
| 74 |                              | 351 |
| 75 | 巴勒斯坦民族权力机构         | 349 |
| 76 | 菲律賓                       | 347 |
| 77 | 约旦                         | 342 |
| 78 | 科索沃                       | 342 |
| 79 | 摩洛哥                       | 339 |
| 80 |                              | 336 |
| 81 | 柬埔寨                       | 329 |

## 总结

### 中國
中国在2009年测试的参与是有限的，上海、香港和澳门作为独立的实体。在2012年，上海再次参加，並在所有三个科目中排名第一，同时也提高了2009年時科目的分数。上海在数学方面的得分为613分，高于平均分113分，使上海学生的平均成绩比一般国家的学生高出3個学年。教育专家讨论到什么程度，这一结果反映在中国的教育系统的质量，指出上海比中國其他地區有更大的财富和高收入的教师。香港排名第二在数学、阅读和科学第三。
中国有望作为一个完整的单元参加2018年的測試。2015，江苏、广东、北京和上海共四个省，总人口超过2亿3000万，作为一个实体参加。2015北京上海江苏广东队列在2015的科学中得分中值为518，而2012上海组得分中值为580。
比萨的反批评，上海和其他中国城市，大部分农民工子女只能参加城市学校达第九级，必须回到他们父母的故乡，由于户口限制高中，从而使得城市的高中生在富裕的地方有利于家庭的组成。《纽约时报》转载的上海人口图表显示，居住在那里的15岁的人数量急剧下降。他谈到，上海的15岁的人27%被排除在其学校系统（因此从测试）。结果，上海测试的15岁儿童的比例为73%，低于美国测试的89%。以下的2015个试验，发表在一个选定的几个国家，包括中国的教育系统深入研究组织。

### 芬蘭
芬蘭得到了測試前幾名，儘管相比2012年三门科目有所下降，但仍然是欧洲表現最好的國家。芬蘭表現最好的是科學545分（第五），最差的是數學519分（第十二）。數學相較於2003年下降了25分，這是最後一次將數學作為測試重點。芬蘭女孩測試上第一次表現得比男生好，但差距很小。這也是瑞典語學校的學生第一次在瑞典語學校表現不如其他學生。

### 印度
印度參加了2009年測試，在73个国家中名列72位。印度在2012年8月宣布退出了当年举行的測試，印度政府將其行為歸咎於比薩测试對印度學生的不公平。印度快報于9/3/2012報道說：“教育部已經得出結論，比薩测试與印度學生之間存在社會文化脫節，該部將寫信給經合組織，並将影響印度测试成绩的主要问题归咎于“社會文化環境”差异。印度參與下一個比薩测试將取決於是否改善了這一點”。《印度快報》還指出，“考慮到共有70多個國家參加比薩测试，印度是否會例外還不確定”。
印度没有参与2015、2018和2022年的比薩測試。

### 瑞典
在2012次測試中，瑞典的成績下降了三個，這是2006和2009的趨勢的延續。在數學方面，參加過所有測試的國家的數學成績在10年中下降最快，在2003的分數從509下降到了478的2012。閱讀分數從516的2000下降到2012的483。該國在所有三個科目中均低於經合組織平均水平。反對黨的領袖，社會民主黨的斯特凡öfven，描述的情況作為一個國家的危機。隨著黨的發言人對教育，Ibrahim Baylan，他指出了閱讀的最嚴重的下降趨勢。

### 英國
在2012年的測驗中，與2009一樣，英國的成績略高於平均水平，理科排名最高（20）。英格兰、威爾士、蘇格蘭和北愛爾蘭也作為獨立實體參加，顯示威爾士取得最壞結果，數學在65個國家和經濟體中排名第43。威爾士教育部長Huw Lewis表示對結果失望，說沒有“權宜之計”，但希望在過去的幾年裡已經實施的一些教育改革给下一輪的測試带来更好的結果。英國的高分組和低分組學生之間的差距大於平均水平。根据学生的社会经济背景进行调整后，公立和私立学校之间几乎没有差异；有利于女孩的性別差異比其他大多數國家少，當地人和移民之間的差別也是如此。
Ambrose Evans Pritchard曾在每日電訊報撰文警告，不应過多地強調英國的國際排名。他認為，东亚地区的低出生率可能和该地区過分重視學術有关，这会给未来的经济带来负面影响，而经济重要性胜过PISA成绩。
2013，《泰晤士報教育增刊》發表了一篇文章，“PISA有根本缺陷嗎？”，William Stewart在文中詳細介绍了主要大學統計學家對PISA的概念基礎和方法的嚴厉批評。
在這篇文章中，布裡斯托大學的Harvey Goldstein教授說，當經合組織試圖排除涉嫌偏見的問題時，它可以起到“消除”國家間關鍵差異的作用。“這就遺漏了許多重要的東西。”他警告說：“他們只是沒有得到評論。你所看到的是普遍發生的。但值得一看嗎？从表面上看，PISA的結果给不同的國家带来了一套共同標准。但一旦你開始了解它，我覺得一切都会崩潰。”
貝爾法斯特女王大學的數學家Hugh Morrison博士說，他發現PISA的統計模型含有根本的，无法解决性的數學錯誤，使得比薩的排名“毫無價值”。Goldstein說，墨裡森博士的反對意見強調“一個重要的技術問題”，如果不是“深刻的概念錯誤”的話。然而，Morrison警告說，PISA“使用不當”，這部分的責任“在於比薩本身。我認為它說了太多它所能做的，却不愿宣傳它的弱点。”Morrison教授和Goldstein对OECD对批判的回应表示失望。Morrison說，當他在2004年第一次發表对PISA的批评时并亲自向经合组织的一些“高级人士”提出质疑时，他的觀點得到了“絕對的寂靜”，迄今尚未得到解決。“我很驚訝他們是多麼不願意承認”，他告訴TES。他說：“這讓我懷疑。”“PISA堅決地忽略了許多問題。”。“我還是很擔心。”
哥本哈根大学的Svend Kreiner教授同意：“每個人包括PISA都有的一個問題，就是他們不想和批評或問問題的人討論事情。他們根本不想和我說話。我相信這是因為他們不能自衛。

### 美國
2012的美國結果在科學和閱讀方面是平均的，但在數學方面與其他發達國家相比落後了。2009以前的測試幾乎沒有什麼變化。這一結果被教育部長阿恩·鄧肯描述為“教育停滯的圖景”，他說這一結果與美國擁有世界上受過最好教育的工人的目標不一致。美國的老師說，在標准化考試中過分強調了教育績效缺乏改善聯盟的Randi Weingarten。全國教育協會的Dennis Van Roekel說，未能解決貧困學生阻礙了進步。
在所有的國家和經濟中，大約有9%的美國學生在數學水平上名列前13%。
美國有三個州作為獨立的實體參加了測試，馬薩諸塞州的得分遠遠高於美國和國際平均水平，尤其是在閱讀方面。經合組織的排名與美國平均值大致相當。
| 16= | 马萨诸塞州   | 514 |
| 18= | 康涅狄格州   | 506 |
| 36  | U.S. Average | 481 |
| 41~ | 佛罗里达州   | 467 |

| 9~  | 马萨诸塞州   | 527 |
| 16= | 康涅狄格州   | 521 |
| 28  | U.S. Average | 497 |
| 38= | 佛罗里达州   | 485 |

| 6~  | 马萨诸塞州   | 527 |
| 10~ | 康涅狄格州   | 521 |
| 24  | U.S. Average | 498 |
| 26~ | 佛罗里达州   | 492 |

### 馬來西亞
2015，經合組織發現馬來西亞的結果沒有達到最低反應率。王建民說，教育部試圖在豐富學校過成績好的學生。

## 不同國家比薩差距的可能成因研究
雖然PISA和TIMSS的官員和研究人員通常不假設國家之間、學生成績的龐大而穩定的差異，自2000以來，在比薩和TIMSS結果的差異及其原因的文獻已經出現。來自比薩的數據提供了一些經濟學家，尤其是Eric Hanushek，Ludger Woessmann，Heiner Rindermann，Stephen J. Ceci，與學生和經濟發展之間的關系的書籍和文章材料的民主化，和健康；以及高風險考試這種單一的教育因素的作用，有或沒有私立學校，和效果和跟蹤時間的能力。

## 延伸閱讀

### 官網及報告
- OECD/PISA website（页面存档备份，存于）
  - OECD (1999)（页面存档备份，存于）: Measuring Student Knowledge and Skills. A New Framework for Assessment. Paris: OECD, ISBN 92-64-17053-7 （页面存档备份，存于）
  - OECD (2001): Knowledge and Skills for Life. First Results from the OECD Programme for International Student Assessment (PISA) 2000.
  - OECD (2003a): The PISA 2003 Assessment Framework. Mathematics, Reading, Science and Problem Solving Knowledge and Skills. Paris: OECD, ISBN 978-92-64-10172-2 （页面存档备份，存于）
  - OECD (2004a): Learning for Tomorrow's World. First Results from PISA 2003. Paris: OECD, ISBN 978-92-64-00724-6 （页面存档备份，存于）
  - OECD (2004b): Problem Solving for Tomorrow's World. First Measures of Cross-Curricular Competencies from PISA 2003. Paris: OECD, ISBN 978-92-64-00642-3
  - OECD (2005): PISA 2003 Technical Report. Paris: OECD, ISBN 978-92-64-01053-6
  - OECD (2007): Science Competencies for Tomorrow's World: Results from PISA 2006 （页面存档备份，存于）

### 前因和政治結果
- A. P. Jakobi, K. Martens: Diffusion durch internationale Organisationen: Die Bildungspolitik der OECD. In: K. Holzinger, H. Jörgens, C. Knill: Transfer, Diffusion und Konvergenz von Politiken. VS Verlag für Sozialwissenschaften, 2007.

#### 法國
- N. Mons, X. Pons: The reception and use of Pisa in France.

#### 德國
- Edelgard Bulmahn [then federal secretary of education]: PISA: the consequences for Germany. OECD observer, no. 231/232, May 2002. pp. 33–34.
- H. Ertl: Educational Standards and the Changing Discourse on Education: The Reception and Consequences of the PISA Study in Germany. Oxford Review of Education, v 32 n 5 pp 619–634 Nov 2006.

#### 英國
- S. Grek, M. Lawn, J. Ozga: Study on the Use and Circulation of PISA in Scotland. （页面存档备份，存于）

### 批評

#### 書籍
- S. Hopmann, G. Brinek, M. Retzl (eds.): PISA zufolge PISA. PISA According to PISA. LIT-Verlag, Wien 2007, ISBN 3-8258-0946-3 (partly in German, partly in English)
- T. Jahnke, W. Meyerhöfer (eds.): PISA & Co – Kritik eines Programms. Franzbecker, Hildesheim 2007 (2nd edn.), ISBN 978-3-88120-464-4 (in German)
- R. Münch: Globale Eliten, lokale Autoritäten: Bildung und Wissenschaft unter dem Regime von PISA, McKinsey & Co. Frankfurt am Main : Suhrkamp, 2009. ISBN 978-3-518-12560-1 (in German)

#### 網站
- J . Wuttke: Critical online bibliography（页面存档备份，存于）
- Correlation of 2009-PISA Scores with National GDP PISA versus GDP

## 外部連結
- PISA（页面存档备份，存于）
- Interactive world map of PISA results（页面存档备份，存于）

### 视频
- PISA: Measuring student success around the world（页面存档备份，存于）